# سوبر ماريو
سوبر ماريو (بالإنجليزية: Super Mario‎؛ باليابانية: スーパー マリオ‎، ‏سّوپّا ماريوه) هي سلسلة ألعاب فيديو من إنتاج نينتندو، ومن تصميم المصمم الياباني شيغيرو مياموتو. الشخصية الأساسية ماريو هو جالب الحظ الرسمي لشركة نينتندو.
ماريو مصور قصير جداً، بزيه الأزرق والأحمر الشهير وقبعته الحمراء، وهو سباك إيطالي يعيش في «مملكة الفطر»، وهو معروف بإحباط خطط الشر التي تهدف إلى اختطاف الأميرة بيتش واخضاع «مملكة الفطر». شجاع، خفيف الحركة ويتعاون مع أخيه لويجي.
يعتبر ماريو من أكثر الشخصيات المعروفة عالمياً وله العديد من الألعاب على أجهزة نينتندو وغيرها من الأجهزة مثل الـ سيدي آي.
بعض الأمور الثابتة في ألعاب ماريو مثل الأعداء. العدو الرئيسي هو باوزر، وهو وحش يشبه سلحفاة عملاقة. الـجومبا فطر بني يمشي ببطء. وكوبا تروبا سلحفاة.

## الألعاب

### الألعاب الرئيسية
- دونكي كونغ (صندوق الألعاب، 1981)
- ماريو برذرز (صندوق الألعاب، 1983)
- سوبر ماريو برذرز (نينتندو إنترتينمنت سيستم، 1986)
- سوبر ماريو برذرز: ذا لوست ليفلز (النسخة الغربية لـسوبر ماريو برذرز 2 اليابانية) (فاميكوم، 1988)
- سوبر ماريو برذرز 2 (النسخة الغربية لـيومي كوجو: دوكي دوكي بانيك) (نينتندو إنترتينمنت سيستم، 1988)
- سوبر ماريو برذرز 3 (نينتندو إنترتينمنت سيستم، 1988)
- سوبر ماريو لاند (غيم بوي، 1989)
- سوبر ماريو ورلد (سوبر نينتندو، 1990)
- سوبر ماريو لاند 2: 6 غولدن كوينز (غيم بوي، 1992)
- سوبر ماريو ورلد 2: يوشيز آيلاند (سوبر نينتندو، 1995)
- سوبر ماريو 64 (نينتندو 64، 1996)
- سوبر ماريو سانشاين (غيم كيوب، 2002)
- نيو سوبر ماريو برذرز (نينتندو دي أس، 2006)
- سوبر ماريو غالاكسي (وي، 2007)
- نيو سوبر ماريو برذرز وي (وي، 2009)
- سوبر ماريو غالاكسي 2 (وي، 2010)
- سوبر ماريو ثري دي لاند (نينتندو 3دي أس، 2011)
- نيو سوبر ماريو برذرز 2 (نينتندو 3دي أس، 2012)
- نيو سوبر ماريو برذرز يو (وي يو، 2012)
- سوبر ماريو 3دي ورلد (وي يو، 2013)
- سوبر ماريو ميكر (وي يو، 2015)
- سوبر ماريو أوديسي (نينتندو سويتش، 2017)
- سوبر ماريو ميكر 2 (نينتندو سويتش، 2019)
- سوبر ماريو بروس وندر (نينتندو سويتش، 2023)

### ألعاب معادة التصنيع
- سوبر ماريو أول-ستارز (سوبر نينتندو، 1993)
- سوبر ماريو أول-ستارز + سوبر ماريو ورلد (سوبر نينتندو، 1994)
- سوبر ماريو بروس ديلوكس (غيم بوي كولر، 1999)
- سوبر ماريو أدفانس (غيم بوي أدفانس، 2001)
- سوبر ماريو ورلد: سوبر ماريو أدفانس 2 (غيم بوي أدفانس، 2001)
- سوبر ماريو ورلد 2: يوشيز آيلاند: سوبر ماريو أدفانس 3 (غيم بوي أدفانس، 2002)
- سوبر ماريو أدفانس 4: سوبر ماريو برذرز 3 (غيم بوي أدفانس، 2003)
- سوبر ماريو 64 دي أس (نينتندو دي أس، 2004)
- نيو سوبر ماريو برذرز يو ديلوكس (نينتندو سويتش، 2019)
- سوبر ماريو 3دي أول-ستارز (نينتندو سويتش، 2020)
- سوبر ماريو 3دي ورلد + باوزرز فيوري (نينتندو سويتش، 2021)

## التطوير والتاريخ
أُسِسَت سلسلة سوبر ماريو من خلال التعاون بين شيغيرو مياموتو وتاكاشي تيزوكا من نينتندو كخليفة للعبة ماريو برذرز.. والتي تألقت بشخصيتين: ماريو (الشخصية المميزة التي ظهرت لأول مرة في دونكي كونغ كشخصية اللاعب الأصلية ودونكي كونغ حيث كان رئيسًا نهائيًا لفترة محدودة) ولويجي (الذي ظهر لأول مرة في ماريو برذرز). أصل كلمة إضافة «سوبر» بعد أن كان ماريو يستخدم سوبر مشروم في اللعبة الأصلية في السلسلة.

### الموسيقى
أصبحت الكثير من المؤثرات الصوتية والموسيقى الأصلية لسوبر ماريو برذرز في السلسلة ودمجت في الألعاب الحديثة. أصبحت موسيقى سوبر ماريو برذرز الأصلية، من تأليف كوجي كوندو، أحد أكثر موسيقى ألعاب الفيديو شهرة حول العالم.
أصبحت لعبة سوبر ماريو غالاكسي، التي صدرت في عام 2007، أول لعبة في سلسلة سوبر ماريو تتميز بموسيقى منسقة، والتي ستعود في تكملة لها وألعاب أخرى لاحقة مثل سوبر ماريو 3دي ورلد.

## التقييم
شهدت سلسلة سوبر ماريو انتباها كبيرا من النقاد والجماهير. صُنِفَت السلسلة على أنه أفضل سلسلة ألعاب من قبل آي جي إن في عام 2006. في عام 1996، صنفت نيكست جينرايشن السلسلة على أنها رقم 5 في «أفضل 100 لعبة في كل العصور»، بالإضافة إلى ترتيب سوبر ماريو 64 في المرتبة الأولى على الرغم من الإشارة إلى القاعدة التي تنص على أن سلسلة الألعاب تقتصر على جزء واحد. في عام 1999، أدرجت مجلة نيكست جينرايشن السلسلة في المرتبة الثالثة في «أفضل 50 لعبة في كل العصور»، وعلق على ذلك، «لم يتطابق عمق تصميم اللعبة في 2D ولم يتعادل بعد من قبل مؤدي الحركة ثلاثية الأبعاد. طريقة اللعب هي ببساطة عبقرية - كتب شيغيرو مياموتو الكتاب عن ألعاب المنصات.. لقد تغيرت سلسلة ماريو بشكل ملحوظ مع كل لعبة جديدة».
| اللعبة                           | السنة | المبيعات (بالمليون)                                                   | غيم رانكينغز                                                        | ميتاكريتيك                                                     |
| -------------------------------- | ----- | --------------------------------------------------------------------- | ------------------------------------------------------------------- | -------------------------------------------------------------- |
| سوبر ماريو برذرز                 | 1985  | نينتندو إنترتينمنت سيستم: 40.23 غيم بوي كولر: 10.55 غيم بوي أدفانس: – | نينتندو إنترتينمنت سيستم: 85% غيم بوي كولر: 92% غيم بوي أدفانس: 80% | نينتندو إنترتينمنت سيستم: – غيم بوي كولر: - غيم بوي أدفانس: 84 |
| سوبر ماريو برذرز 2               | 1988  | نينتندو إنترتينمنت سيستم: 7.46 غيم بوي أدفانس: 5.57                   | نينتندو إنترتينمنت سيستم: 81% غيم بوي أدفانس: 82%                   | نينتندو إنترتينمنت سيستم: – غيم بوي أدفانس: 84                 |
| سوبر ماريو برذرز 3               | 1988  | نينتندو إنترتينمنت سيستم: 17.28 غيم بوي أدفانس: 5.43                  | نينتندو إنترتينمنت سيستم: 97% غيم بوي أدفانس: 92%                   | نينتندو إنترتينمنت سيستم: – غيم بوي أدفانس: 94                 |
| سوبر ماريو لاند                  | 1989  | 18.14                                                                 | 77%                                                                 | –                                                              |
| سوبر ماريو ورلد                  | 1990  | سوبر نينتندو: 20.61 غيم بوي أدفانس: 5.69                              | سوبر نينتندو: 94% غيم بوي أدفانس: 92%                               | سوبر نينتندو: – غيم بوي أدفانس: 92                             |
| سوبر ماريو لاند 2: 6 غولدن كوينز | 1992  | 11.18                                                                 | 79%                                                                 | –                                                              |
| سوبر ماريو أول-ستارز             | 1993  | 10.55                                                                 | 90%                                                                 | –                                                              |
| سوبر ماريو 64                    | 1996  | نينتندو 64: 11.91 دي أس: 11.06                                        | نينتندو 64: 96% دي أس: 86%                                          | نينتندو 64: 94 دي أس: 85                                       |
| سوبر ماريو سانشاين               | 2002  | 6.28                                                                  | 91%                                                                 | 92                                                             |
| نيو سوبر ماريو برذرز             | 2006  | 30.80                                                                 | 89%                                                                 | 89                                                             |
| سوبر ماريو غالاكسي               | 2007  | 12.80                                                                 | 97%                                                                 | 97                                                             |
| نيو سوبر ماريو برذرز وي          | 2009  | 30.30                                                                 | 88%                                                                 | 87                                                             |
| سوبر ماريو غالاكسي 2             | 2010  | 7.41                                                                  | 97%                                                                 | 97                                                             |
| سوبر ماريو 3دي لاند              | 2011  | 12.70                                                                 | 90%                                                                 | 90                                                             |
| نيو سوبر ماريو برذرز 2           | 2012  | 13.34                                                                 | 78%                                                                 | 78                                                             |
| نيو سوبر ماريو برذرز يو          | 2012  | وي يو: 5.81 سويتش: 11.48                                              | وي يو: 84% سويتش: 81%                                               | وي يو: 84 سويتش: 81                                            |
| سوبر ماريو 3دي ورلد              | 2013  | وي يو: 5.84 سويتش: 7.45                                               | وي يو: 92% سويتش: –                                                 | وي يو: 93 سويتش: 89                                            |
| سوبر ماريو ميكر                  | 2015  | وي يو: 4.01 3دي أس: 2.01                                              | وي يو: 89% 3دي أس: 72%                                              | وي يو: 88 3دي أس: 73                                           |
| سوبر ماريو رن                    | 2016  | –                                                                     | –                                                                   | 76                                                             |
| سوبر ماريو أوديسي                | 2017  | 21.95                                                                 | 97%                                                                 | 97                                                             |
| سوبر ماريو ميكر 2                | 2019  | 7.15                                                                  | –                                                                   | 88                                                             |
| سوبر ماريو 3دي أول-ستارز         | 2020  | 9.01                                                                  | –                                                                   | 82                                                             |